# Le Theil (Mancha)
Le Theil foi uma comuna francesa na região administrativa da Normandia, no departamento da Mancha. Estendia-se por uma área de 13,81 km². Em 2010 a comuna tinha 671 habitantes (densidade: 48,6 hab./km²).
Em 1 de janeiro de 2016, passou a formar parte da nova comuna de Gonneville-Le Theil.